# Carbonato di litio
Il carbonato di litio (o litio carbonato) è il sale di litio dell'acido carbonico, di formula Li2CO3. A temperatura ambiente si presenta come un solido bianco inodore, solubile in acqua, ma un po' meno degli altri carbonati dei metalli alcalini. È un composto nocivo, irritante.
Il carbonato di litio è uno dei componenti anodici principali nelle batterie agli ioni di litio comunemente utilizzate per alimentare telefoni cellulari e computer portatili. Il carbonato viene comunemente estratto da depositi salini e quindi raffinato a produrre il litio metallico usato nelle batterie. Le maggiori riserve di carbonato di litio attualmente conosciute (2009) si trovano in Cile, Bolivia, Cina, Brasile e Stati Uniti.

## Medicina
In medicina il carbonato di litio è un farmaco stabilizzante dell'umore commercializzato con il nome di Carbolithium, prodotto da Teva Pharmaceutical Industries in capsule da 150 e 300 mg; è impiegato soprattutto per la cura del bipolarismo. In America fu prescritto per la prima volta da Lester Grinspoon.
In gravidanza aumenta il rischio di malformazioni cardiache sul feto ed in particolare dell'Anomalia di Ebstein (inserzione anomala della valvola tricuspide).